# Вілла-Чельєра
Вілла-Чельєра (італ. Villa Celiera) — муніципалітет в Італії, у регіоні Абруццо, провінція Пескара.
Вілла-Чельєра розташована на відстані близько 125 км на північний схід від Рима, 38 км на схід від Л'Аквіли, 32 км на захід від Пескари.
Населення — 716 осіб (2014).
Щорічний фестиваль відбувається 29 серпня. Покровитель — святий Іван Хреститель.

## Демографія
Населення за роками:

Станом на 1 січня 2023 року в муніципалітеті офіційно проживало 26 іноземців з 6 країн, серед них 16 громадян країн Євросоюзу.

## Сусідні муніципалітети
- Карпінето-делла-Нора
- Кастель-дель-Монте
- Чивітелла-Казанова
- Фариндола
- Монтебелло-ді-Бертона
- Офена